# Rai Cinema
Rai Cinema S.p.A. è una società nata il 1º gennaio 1998 in base all'esigenza del gruppo Rai di costituire una società autonoma ad elevata specializzazione, focalizzata sull'attività di produzione, acquisizione e gestione dei diritti del prodotto audiovisivo sui diversi canali della filiera cinematografica.

## L'attività
L'attività della società segue due direttrici fondamentali: l'acquisizione sui mercati nazionali e internazionali di prodotto per i palinsesti Rai (al fine di assicurare, da un punto di vista quantitativo e qualitativo, la copertura del fabbisogno delle reti sia generaliste che specializzate) e l'intervento nel settore cinematografico (produzione e distribuzione).
Accanto a queste due aree si è sviluppata - sin dal 2001 - l'attività di commercializzazione dei diritti diversi dalla free tv (theatrical, home video, pay tv, svod, vod, etc.), con la quale Rai Cinema è riuscita a trasformare l'obbligo di investimento nel settore cinematografico in un'opportunità sia in termini economici per l'azienda che di sviluppo e sostegno per il cinema e i prodotti a marchio Rai.

## 01 Distribution
L'ingresso nel settore della distribuzione - con la costituzione della controllata 01 Distribution - ha consentito di presidiare direttamente lo sfruttamento commerciale del film a partire dall'uscita cinematografica, favorendo un'ampia visibilità ai titoli italiani e assicurando l'ottimizzazione dei ritorni economici anche per gli sfruttamenti successivi (home video, estero, pay tv).
Per consentire alla 01 Distribution di presentarsi sul mercato della distribuzione con listini competitivi, in grado di offrire un adeguato mix di prodotto, Rai Cinema ha avviato l'attività di acquisto di film internazionali.

## Box Office
Dalla nascita a oggi Rai Cinema ha contribuito a realizzare oltre 420 film, di cui oltre 200 tra opere prime e seconde, e oltre 150 documentari, investendo in totale nella produzione circa 530 milioni di euro; i film che Rai Cinema ha distribuito con il marchio 01 Distribution dalla sua nascita a oggi sono più di 290 per un totale di circa 92 milioni di biglietti venduti.
Nel 2011 la Società, attraverso il marchio 01 Distribution, si è attestata al quarto posto della classifica dei distributori, con una quota di mercato pari a circa l'11,5 % del totale degli incassi e di oltre il 20 % del totale degli incassi dei soli film italiani.

## Filmografia parziale

### Produzione
- I cento passi (2000)
- Il mestiere delle armi (2001)
- Vajont (2001)
- Luce dei miei occhi (2001)
- Santa Maradona (2001)
- Heartbreakers - Vizio di famiglia (2001)
- Nati stanchi (2002)
- Brucio nel vento (2002)
- Un viaggio chiamato amore (2002)
- L'ora di religione (2002)
- Casomai (2002)
- Il più bel giorno della mia vita (2002)
- La meglio gioventù (2003)
- I salmoni del San Lorenzo (2003)
- Il pranzo della domenica (2003)
- Caterina va in città (2003)
- Cantando dietro i paraventi (2003)
- Buongiorno, notte (2003)
- Il cuore altrove (2003)
- Ovunque sei (2004)
- Le chiavi di casa (2004)
- La febbre (2005)
- La bestia nel cuore (2005)
- Anche libero va bene (2005)
- La seconda notte di nozze (2005)
- Notte prima degli esami (2006)
- Nuovomondo (2006)
- Notturno bus (2007)
- Notte prima degli esami - Oggi (2007)
- I Viceré (2007)
- 2061 - Un anno eccezionale (2007)
- Centochiodi (2007)
- Bianco e nero (2008)
- Parlami d'amore (2008)
- Caos calmo (2008)
- Un giorno perfetto (2008)
- Lezione ventuno (2008)
- Gomorra (2008)
- Come Dio comanda (2008)
- Questione di cuore (2009)
- E poi venne il silenzio (2010)
- Matrimoni e altri disastri (2010)
- Qualunquemente (2011)
- Bar Sport (2011)
- ACAB - All Cops Are Bastards (2012)
- La mafia uccide solo d'estate (2013)
- Aquadro (2013)
- Il principe abusivo (2013)
- L'intrepido (2013)
- The President's Staff (2013)
- Un fantastico via vai (2013)
- Smetto quando voglio (2014)
- Il ragazzo invisibile (2014)
- Incompresa (2014)
- Un matrimonio da favola (2014)
- Il racconto dei racconti - Tale of Tales (2015)
- Suburra (2015)
- Lo chiamavano Jeeg Robot (2016)
- Veloce come il vento (2016)
- In guerra per amore (2016)
- Smetto quando voglio - Masterclass (2017)
- Falchi (2017)
- Ella & John (2017)
- Nico, 1988 (2017)
- Ammore e malavita (2017)
- Brutti e cattivi (2017)
- The End? L'inferno fuori (2017)
- Gatta Cenerentola (2017)
- Smetto quando voglio - Ad honorem (2017)
- Addio fottuti musi verdi (2017)
- Il ragazzo invisibile - Seconda generazione (2018)
- Figlia mia (2018)
- A casa tutti bene (2018)
- Io sono Tempesta (2018)
- Dogman (2018)
- Ricordi? (2018)
- La Befana vien di notte (2018)
- A Tor Bella Monaca non piove mai (2019)
- Non ci resta che il crimine (2019)
- Il primo re (2019)
- Copperman (2019)
- Un'avventura (2019)
- Momenti di trascurabile felicità (2019)
- Dolceroma (2019)
- Lo spietato (2019)
- Il traditore (2019)
- Il signor Diavolo (2019)
- Pinocchio (2019)
- Non sono un assassino (2019)
- A mano disarmata (2019)
- Il sindaco del rione Sanità (2019)
- Magari (2019)
- Lontano lontano (2019)
- Gli anni più belli (2020)
- 18 regali (2020)
- Gli infedeli (2020)
- Non odiare (2020)
- Miss Marx (2020)
- Lacci (2020)
- Divorzio a Las Vegas (2020)
- Guida romantica a posti perduti (2020)
- Il cattivo poeta (2020)
- Un cielo stellato sopra il ghetto di Roma (2020)
- Villetta con ospiti (2020)
- Freaks Out (2021)
- Ritorno al crimine (2021)
- Una famiglia mostruosa (2021)
- Bastardi a mano armata (2021)
- Tre piani (2021)
- Diabolik (2021)
- Per tutta la vita (2021)
- L'arminuta (2021)
- La scelta di Maria (2021)
- Gianni Schicchi (2021)
- Ero in guerra ma non lo sapevo (2022)
- Leonora addio (2022)
- Il principe di Roma (2022)
- La svolta (2022) [3]
- L'ombra del giorno (2022)
- Dante (2022)
- Diabolik - Ginko all'attacco! (2022)
- Bla Bla Baby (2022)
- La mia ombra è tua (2022)
- Il ragazzo e la tigre (2022)
- La donna per me (2022)
- Settembre (2022)
- Ti mangio il cuore (2022)
- Chiara (2022)
- La bella stagione (2022)
- Orlando (2022)
- Ipersonnia (2022)
- Delta (2022)
- Amici per la pelle (2022)
- Terezin (2023)
- Tramite amicizia (2023)
- L'ultima notte di amore (2023)
- Il ritorno di Casanova (2023)
- La caccia (2023)
- Rapito (2023)
- Denti da squalo (2023)
- Come pecore in mezzo ai lupi (2023)
- Il più bel secolo della mia vita (2023)
- Comandante (2023)
- Adagio (2023)
- Diabolik - Chi sei? (2023)
- Io capitano (2023)
- Roma, Santa e Dannata (2023)
- Finalmente l'alba (2023)
- Te l’avevo detto (2023)
- Volare (2023)
- Mia (2023)
- El paraíso (2023)
- Succede anche nelle migliori famiglie (2024)
- Martedì e venerdì (2024)
- Pare parecchio Parigi (2024)
- Zamora (2024)
- Dall’alto di una fredda torre (2024)
- Una storia nera, regia di Leonardo D'Agostini (2024)
- Finché notte non ci separi (2024)
- Iddu - L'ultimo padrino (2024)
- Quasi a casa (2024)
- La storia del Frank e della Nina (2024)
- Vermiglio (2024)
- Berlinguer - La grande ambizione (2024)
- Fino alla fine (2024)
- Diva Futura (2024)
- Il tempo che ci vuole (2024)
- Eterno visionario (2024)
- La vita accanto (2024)
- Le Déluge - Gli ultimi giorni di Maria Antonietta (2024)
- L'abbaglio (2025)
- Il nibbio (2025)
- La vita da grandi (2025)
- Una figlia (2025)
- Fuori (2025)
- Elisa (2025)

### Distribuzione
- Windtalkers
- The Hunted - La preda
- Il fantasma dell'Opera
- Il monaco
- The Core
- The Aviator
- Million Dollar Baby
- Shall We Dance?
- La macchia umana
- The Grudge
- The Grudge 2
- Saw II - La soluzione dell'enigma
- Saw III - L'enigma senza fine
- Saw IV
- Saw V
- Mr. & Mrs. Smith
- La caduta
- Black Dahlia
- The Sentinel - Il traditore al tuo fianco
- A History of Violence
- Angel-A
- Arthur e il popolo dei Minimei
- Le vite degli altri
- La città proibita
- Babel
- Bobby
- Il diario di una tata
- L'amore ai tempi del colera
- La bussola d'oro
- Sex and the City
- Operazione Valchiria
- Nowhere Boy
- I mercenari - The Expendables
- The Tree of Life
- The Wolf of Wall Street (2014)
- Drive
- Red Lights
- Escape Plan - Fuga dall'inferno (Escape Plan), regia di Mikael Håfström (2013)

## Riconoscimenti
- Gomorra di Matteo Garrone: Grand Prix, Festival di Cannes (2008)
- La nostra vita di Daniele Luchetti: Miglior Attore, Festival di Cannes (2010)
- The Tree of Life di Terrence Malick: Palma d'Oro, Festival di Cannes (2011)
- Terraferma di Emanuele Crialese: Premio Speciale della Giuria, Venezia (2011)
- Scialla! (Stai sereno) di Francesco Bruni: Miglior Film Controcampo Italiano, Venezia (2011)
- Là-bas di Guido Lombardi: Premio De Laurentis Miglior Opera Prima, Venezia (2011)
- Hugo Cabret di Martin Scorsese: Premio Oscar come miglior fotografia, miglior scenografia, miglior montaggio sonoro, miglior mixaggio sonoro, miglior effetti speciali (2011)
- Cesare deve morire dei Fratelli Taviani: Orso d'Oro, Berlino (2012)
- Reality di Matteo Garrone: Grand Prix, Festival di Cannes (2012)
- Sacro GRA di Gianfranco Rosi: Leone d'oro al miglior film, Venezia (2013)
- Le meraviglie di Alice Rohrwacher: Grand Prix, Festival di Cannes (2014)
- Io capitano di Matteo Garrone: Miglior produzione, David di Donatello (2024)

## Loghi

15 ottobre 2000 - 17 maggio 2010
18 maggio 2010 - 15 gennaio 2018
In uso dal 16 gennaio 2018